# Felipe Pardo
Édgar Felipe Pardo Castro, Spitzname Pipetardo, (* 17. August 1990 in Quibdó) ist ein kolumbianischer Fußballspieler, der seit der Saison 2015/16 als Flügelspieler für Olympiakos Piräus in der griechischen Super League spielt.

## Karriere
Von 2013 bis 2015 spielte Pardo bei Sporting Braga. In der Champions League erzielte Pardo in fünf Spielen drei Tore für Olympiakos Piräus und bereitete eins vor. Sein Debüt in der kolumbianischen Nationalmannschaft hatte er am 12. November 2015 im Qualifikationsspiel zur Fußball-Weltmeisterschaft 2018 gegen Chile in Santiago de Chile, als er fünf Minuten vor Spielende für Jackson Martinez eingewechselt wurde.